# آلان سيمبسون
آلان فرانسيس سيمبسون (بالإنجليزية: Alan Simpson)‏ (27 نوفمبر 1929 - 8 فبراير 2017) كاتب سيناريو إنجليزي ، اشتهر بكتابة جالتون وسيمبسون الكوميدية بالاشتراك مع راي جالتون. ابتكرا وكتبا معًا مسلسلات كوميدية على البي بي سي في الخمسينيات والستينيات من القرن العشرين، بما في ذلك نصف ساعة هانكوك (1954-1961) ، الموسمين الأولين من مسرح الكوميديا (1961-1963) ، وستيبتو اند صن (1962-1974).
ولد سيمبسون في منطقة لامبيث في لندن وبعد إنهاء التعليم عمل كمسؤول شحن بضائع. فاز بجوائز من الأكاديمية البريطانية لفنون السينما والتلفزيون من بين العديد من الجوائز الأخرى مثل جائزة الكوميديا البريطانية. منح رتبة الضابط الشرفية في عام 2000 وحصل هو و راي جالتون على جائزة بافتا للزمالة الأكاديمية في 8 مايو 2016.